# Microregione di Presidente Dutra
Presidente Dutra è una microregione dello Stato del Maranhão in Brasile, appartenente alla mesoregione di Centro Maranhense.

## Comuni
Comprende 11 comuni:
- Dom Pedro
- Fortuna
- Gonçalves Dias
- Governador Archer
- Governador Eugênio Barros
- Governador Luiz Rocha
- Graça Aranha
- Presidente Dutra
- São Domingos do Maranhão
- São José dos Basílios
- Senador Alexandre Costa